# Danh sách cầu thủ đã tham dự nhiều Giải vô địch bóng đá châu Âu
Trong Giải vô địch bóng đá châu Âu, các cầu thủ nam sau đây đã có tên trong đội hình đội tuyển quốc gia trong ít nhất bốn kỳ vòng chung kết.

## Giải đấu nhiều nhất
Nguồn:
| Đội tuyển    | Cầu thủ                | Số đội hình | Số trận | Giải đấu                         |
| ------------ | ---------------------- | ----------- | ------- | -------------------------------- |
| Bồ Đào Nha   | Cristiano Ronaldo      | 5           | 5       | 2004, 2008, 2012, 2016, 2020     |
| Tây Ban Nha  | Iker Casillas          | 5           | 3       | (2000), 2004, 2008, 2012, (2016) |
| Ý            | Gianluigi Buffon       | 4           | 4       | 2004, 2008, 2012, 2016           |
| Cộng hòa Séc | Petr Čech              | 4           | 4       | 2004, 2008, 2012, 2016           |
| Ý            | Giorgio Chiellini      | 4           | 4       | 2008, 2012, 2016, 2020           |
| Ý            | Alessandro Del Piero   | 4           | 4       | 1996, 2000, 2004, 2008           |
| Thụy Điển    | Zlatan Ibrahimović     | 4           | 4       | 2004, 2008, 2012, 2016           |
| Thụy Điển    | Andreas Isaksson       | 4           | 4       | 2004, 2008, 2012, 2016           |
| Thụy Điển    | Kim Källström          | 4           | 4       | 2004, 2008, 2012, 2016           |
| Đức          | Lothar Matthäus        | 4           | 4       | 1980, 1984, 1988, 2000           |
| Thụy Điển    | Olof Mellberg          | 4           | 4       | 2000, 2004, 2008, 2012           |
| Croatia      | Luka Modrić            | 4           | 4       | 2008, 2012, 2016, 2020           |
| Cộng hòa Séc | Jaroslav Plašil        | 4           | 4       | 2004, 2008, 2012, 2016           |
| Đức          | Lukas Podolski         | 4           | 4       | 2004, 2008, 2012, 2016           |
| Cộng hòa Séc | Tomáš Rosický          | 4           | 4       | 2000, 2004, 2012, 2016           |
| Đan Mạch     | Peter Schmeichel       | 4           | 4       | 1988, 1992, 1996, 2000           |
| Đức          | Bastian Schweinsteiger | 4           | 4       | 2004, 2008, 2012, 2016           |
| Croatia      | Darijo Srna            | 4           | 4       | 2004, 2008, 2012, 2016           |
| Pháp         | Lilian Thuram          | 4           | 4       | 1996, 2000, 2004, 2008           |
| Hà Lan       | Edwin van der Sar      | 4           | 4       | 1996, 2000, 2004, 2008           |
| Thụy Điển    | Sebastian Larsson      | 4           | 4       | 2008, 2012, 2016, 2020           |
| Bồ Đào Nha   | João Moutinho          | 4           | 4       | 2008, 2012, 2016, 2020           |
| Bồ Đào Nha   | Pepe                   | 4           | 4       | 2008, 2012, 2016, 2020           |
| Hà Lan       | Aron Winter            | 4           | 3       | (1988), 1992, 1996, 2000         |
| Bồ Đào Nha   | Rui Patrício           | 4           | 3       | (2008), 2012, 2016, 2020         |
| Nga          | Igor Akinfeev          | 4           | 2       | (2004), 2008, (2012), 2016       |
| Thụy Điển    | Andreas Granqvist      | 4           | 2       | (2008), 2012, 2016, (2020)       |
| Pháp         | Steve Mandanda         | 4           | 0       | (2008), (2012), (2016), (2020)   |

1. ↑  Tên được chữ đậm cho biết một cầu thủ vẫn còn hoạt động ở cấp độ quốc tế.
2. ↑  Số vòng chung kết trong đó cầu thủ là một phần của đội hình.
3. ↑  Số vòng chung kết trong đó cầu thủ đã thi đấu ít nhất một trận đấu.
4. ↑  Số năm trong dấu ngoặc đơn chỉ ra rằng cầu thủ này là một phần của đội hình nhưng không thi đấu trong bất kỳ trận đấu nào.

## Trận đấu nhiều nhất
Dưới đây là các cầu thủ đã thi đấu ít nhất 15 trận đấu, yêu cầu phải tham dự trong tối thiểu ba giải đấu của Giải vô địch bóng đá châu Âu.
Nguồn:
| Đội tuyển   | Cầu thủ                | Số trận | Giải đấu                     |
| ----------- | ---------------------- | ------- | ---------------------------- |
| Bồ Đào Nha  | Cristiano Ronaldo      | 25      | 2004, 2008, 2012, 2016, 2020 |
| Bồ Đào Nha  | João Moutinho          | 19      | 2008, 2012, 2016, 2020       |
| Bồ Đào Nha  | Pepe                   | 19      | 2008, 2012, 2016, 2020       |
| Ý           | Leonardo Bonucci       | 18      | 2012, 2016, 2020             |
| Đức         | Bastian Schweinsteiger | 18      | 2004, 2008, 2012, 2016       |
| Ý           | Gianluigi Buffon       | 17      | 2004, 2008, 2012, 2016       |
| Ý           | Giorgio Chiellini      | 17      | 2008, 2012, 2016, 2020       |
| Tây Ban Nha | Jordi Alba             | 16      | 2012, 2016, 2020             |
| Tây Ban Nha | Cesc Fàbregas          | 16      | 2008, 2012, 2016             |
| Tây Ban Nha | Andrés Iniesta         | 16      | 2008, 2012, 2016             |
| Bồ Đào Nha  | Rui Patrício           | 16      | 2012, 2016, 2020             |
| Pháp        | Lilian Thuram          | 16      | 1996, 2000, 2004, 2008       |
| Hà Lan      | Edwin van der Sar      | 16      | 1996, 2000, 2004, 2008       |
| Pháp        | Hugo Lloris            | 15      | 2012, 2016, 2020             |
| Đức         | Thomas Müller          | 15      | 2012, 2016, 2020             |
| Bồ Đào Nha  | Nani                   | 15      | 2008, 2012, 2016             |
| Đức         | Manuel Neuer           | 15      | 2012, 2016, 2020             |
| Tây Ban Nha | Sergio Ramos           | 15      | 2008, 2012, 2016             |
| Tây Ban Nha | David Silva            | 15      | 2008, 2012, 2016             |

1. ↑  Tên được chữ đậm cho biết một cầu thủ vẫn còn hoạt động trong bóng đá quốc tế.
2. ↑  Số trận chung kết mà cầu thủ vào sân, không tính những trận chung kết như một sự thay thế không sử dụng.